# Alice Krige

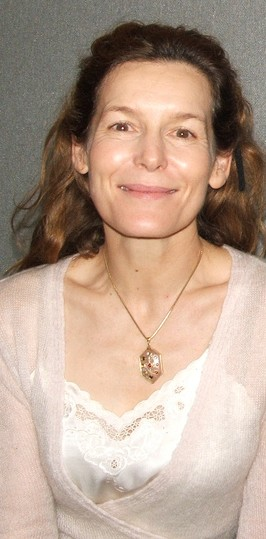
Alice Krige vào năm 2006

Alice Maud Krige (sinh ngày 28 tháng 6 năm 1954) là một diễn viên và nhà sản xuất kỳ cựu người Nam Phi. Bà đã gây dựng danh tiếng cho mình trong sân khấu, điện ảnh và các sản phẩm truyền hình với sự khéo léo và phong cách lớn. Sự nghiệp phong phú của bà với vai trò một diễn viên trải qua nhiều vở kịch, phim ngắn, phim chiếu, phim truyền hình, phim vài tập và phim nhiều tập. Bà có vai diễn đầu tiên vào năm 1976 với bộ phim Vergeet My Nie. Bà thực hiện vai diễn chuyên nghiệp trên phim truyền hình đầu tiên vào năm 1979. Bà còn gây sự chú ý với vai phụ Sybil Gordon trong bộ phim của Anh quốc vào năm 1981 mang tên Chariots of Fire. Cùng năm đó, bà gặt hái thêm sự thừa nhận tài năng khi thể hiện một vai diễn trong phim West End vốn chuyển tải từ tác phẩm Arms and the Man của George Bernard Shaw. Bà còn thể hiện hai vai Eva Galli/Alma Mobley trong phim kinh dị Ghost Story. Bà cũng thể hiện vai Borg Queen trong phim khoa học giả tưởng của Hoa Kỳ Star Trek: First Contact, một vai diễn bà lặp lại sau đó lần nữa. Những tác phẩm đáng chú ý khác của diễn viên dày dặn này gồm có: Skin, The Sorcerer's Apprentice, Children of Dune, Dinotopia, Dynasty: The Making of a Guilty Pleasure. Bà cũng mạo hiểm tham gia sản xuất phim Jail Caesar và Shingetsu, cả hai bộ phim này đều có sự diễn xuất của bà.

## Tuổi thơ và cuộc sống đầu đời[1]
Alice Krige sinh vào ngày 28 tháng 6 năm 1954 tại Upington, Cape Province, Nam Phi. Bà là con gái của Louis Krige và vợ ông Patricia. Cha của Alice là một nhà vật lý và mẹ bà là một giáo sư về môn tâm lý học. Alice lớn lên cùng với hai người anh em trai tại Port Elizabeth. Một trong hai người đó lớn lên và trở thành giáo sư của phẫu thuật và người còn lại trở thành nhà vật lý. Alice đã nói một lần rằng bà lớn lên trong "một gia đình rất hạnh phúc". Ban đầu, bà ước trở thành một nhà tâm lý lâm sàng và tham gia vào Đại học Rhodes tại Grahamstown, Nam Phi. Mọi thứ thay đổi khi bà phát triển một mối quan tâm lớn đến chuyện diễn xuất sau khi tham gia một lớp diễn xuất của trường đại học bà đang học. Điều này đã khiến bà nhận được bằng Cử nhân Nghệ thuật và một bằng Danh dự về kịch vào năm 1975. Sau đó, bà sống tại Luân Đôn và dự Royal Central School of Speech and Drama. Đại học Rhodes đã trao bằng danh dự cho bà vào năm 2004.

## Sự nghiệp[1]
Bà thực hiện vai diễn đầu tiên vào năm 1976 trong Vergeet My Nie. Đó là vai Welma de Villiers. Bộ phim lịch sử được làm cho truyền hình của Mỹ vào năm 1980 A Tale of Two Cities, bộ phim phỏng theo tiểu thuyết lịch sử cùng tên của Charles Dickens, có sự tham gia của bà trong vai chính của một quý bà tiền thời Victoria đầy ý tưởng Lucie Manette. Cùng năm đó, bà xuất hiện trong một tập của hợp tuyển Play for Today được chiếu trên đài truyền hình Anh quốc mang tên The Happy Autumn Fields. Đồng thời, bà xuất hiện trong một tập của một truyền hình tội phạm The Professionals, mang tên Operation Susie. Bà đã gặt hái được sự chú ý lớn với vai Sybil Gordon trong bộ phim chiến thắng Academy Award vào năm 1981 mang tính lịch sử của Anh quốc mang tên Chariots of Fire. Bộ phim, được sắp xếp vào năm 1924, dựa trên câu chuyện lịch sử của hai vận động viên Olympic Harold Abrahams và Eric Liddell. Cũng trong năm 1981, với bộ phim kinh dị Ghost Story, dựa theo cuốn sách cùng tên của Peter Straub được xuất bản vào năm 1979, có sự tham gia của Alice trong hai vai Eva Galli/Alma Mobley. Cũng vào năm đó, với vai diễn trong West End, phỏng theo tác phẩm Arms and the Man của George Bernard Shaw, bà dành Giải Laurence Olivier cho "Diễn viên Triển vọng nhất" và Giải Plays and Players. Sau đó, bà làm việc cho Royal Shakespeare Company và có trong một số vở kịch như Cyrano de Bergerac, The Taming of the Shrew, King Lear, và The Tempest.
Bà thể hiện vai diễn chính Bathsheba trong bộ phim lịch sử Hoa Kỳ được phát hành vào năm 1985 King David, bộ phim có Richard Gere đóng vai khách mời. Tuy nhiên, bộ phim đã thất bại trong việc tạo dấu ấn cho giới phê bình và khán giả. Bộ phim Haunted Summer, được đạo diễn bởi Ivan Passer và được trình chiếu vào năm 1988, có sự tham gia của Alice trong vai diễn chính Mary Shelley. Một tác phẩm khác đáng chú ý trong thập niên 1980 có sự tham gia của bà là các tập phim vài tập Ellis Island (1984) và Dream West (1986); các phim truyền hình Wallenberg: A Hero's Story (1985), Second Serve (1986), Baja Oklahoma (1988); các vở kịch bao gồm Venice Preserv'd và Toyer.
Alice đóng vai chính Mary Brady, cùng với Brian Krause và Mädchen Amick trong bộ phim kinh dị của Hoa Kỳ Sleepwalkers, được trình chiếu vào ngày 10 tháng 4 năm 1992. Bộ phim đã trở thành một thành công sáng chói về mặt thương mại. Sự diễn của Alice trong Ghost Story đã gây ấn tượng Jonathan Frakes, người đang muốn tìm một diễn viên cho vai Borg Queen trong tác phẩm đầu tiên ông làm đạo diễn, bộ phim khoa học giả tưởng của Hoa Kỳ Star Trek: First Contact. Alice đã được nhận cho vai diễn đó và bộ phim được trình chiếu vào ngày 22 tháng 11 năm 1996. Bộ phim đã trở thành một bom tấn, dành được 146 triệu dollar Mỹ ở các rạp chiếu phim. Vào năm 1997, bà thắng Giải thưởng Saturn cho vai diễn của bà một vai diễn được phát hành vào năm 2004 mang tên Star Trek: The Experience - Borg Invasion 4D. Nhiều vai diễn đáng chú ý cũng theo sau đó:
- Zephyr Eccles trong bộ phim lãng mạn-viễn tưởng vào năm 1997 Twilight of the Ice Nymphs
- Mother Marianne Cope trong bộ phim về Father Damien được trình chiếu năm 1999 mang tên Molokai: The Story of Father Damien
- Christabella LaRoache trong bộ phim kinh dị của Canada và Pháp được trình chiếu vào năm 2006 mang tên Silent Hill

Khi tham gia vào những bộ phim đáng chú ý, bà tiếp tục xuất hiện trong một số sản phẩm truyền hình. Một số vai diễn đáng chú ý bao gồm các vai diễn trong:
- Phim vài tập:

- Dinotopia (2002)
- Children of Dune (2003)
- The Line of Beauty (2006)

- Phim truyền hình:

- The Mystery of Natalie Wood (2004)
- Dynasty: The Making of a Guilty Pleasure (2005)
- Persuasion (2007)

- Phim dài tập truyền hình:

- Deadwood (2005)
- Spooks (2011)

Alice thể hiện một bà phù thủy đầy quyền lực Morgan le Fay trong bộ phim hành động-viễn tưởng của Hoa Kỳ vào năm 2010 The Sorcerer's Apprentice. Bộ phim có các vai chính được thể hiện bởi Nicolas Cage, Jay Baruchel, Monica Bellucci, Teresa Palmer, và Alfred Molina va đã trở thành một thành công khổng lồ về thương mại, thu về 215.3 triệu dollar Mỹ ở các rạp chiếu phim.
Alice còn mạo hiểm tham gia vai trò nhà sản xuất với bộ phim giành giải thưởng được trình chiếu vào năm 2012 Jail Caesar. Trong phim này bà đóng vai Pirate Captain. Bộ phim được viết kịch bản và đạo diễn bởi chồng bà là Paul Schoolman, được quay tại ba nhà tù và có sự tham gia của một số tù nhân ngoài các diễn viên như John Kani và Derek Jacobi.
Alice thể hiện một vai diễn toàn bộ trong bộ phim siêu anh hùng của Hoa Kỳ được trình chiếu vào năm 2013 Thor: The Dark World với các vai chính được thực hiện bởi Chris Hemsworth, Natalie Portman, và Anthony Hopkins. Alice thể hiện vai nhà vật lý xứ Asgardia tên là Eir. Bộ phim đã gặt hái được 644.6 triệu dollar Mỹ trên toàn thế giới.
Alice cũng sản xuất phim chiến tranh được trình chiếu vào năm 2015 Shingetsu. Bà đóng vai chính trong phim là một nhân vật đối nghịch với Gunter Singer đã giúp bà giành Special Jury Award tại International Film Festival for Peace, Inspiration, and Equality vào năm 2015 tại Jakarta. Bà nhận giải thưởng cùng với Jimmy Carter và Andy Garcia. Vai diễn mới nhất của Alice là vai Nữ hoàng Helena trong hài kịch lãng mạn Mỹ A Christmas Prince, được phát hành trên Netflix vào ngày 17 tháng 11 năm 2017.

## Đời tư[1]
Alice Krige kết hôn với nhà viết kịch bản và nhà sản xuất Paul Schoolman từ năm 1988. 